# Jamahl Mosley
Pour les articles homonymes, voir Mosley.
Jamahl Mosley (né le 6 octobre 1978 à Milwaukee) est un joueur et entraîneur américain de basket-ball. Il est l'entraîneur du Magic d'Orlando en National Basketball Association (NBA).

## Carrière de joueur
Mosley joue au basket-ball universitaire pour les Buffaloes du Colorado et est sélectionné dans la troisième équipe All-Big 12 en 2000. Il commence sa carrière professionnelle au Mexique avec Petroleros de Salamanca en 2001 avant de rejoindre les Victoria Titans de la National Basketball League (NBL) australienne et est nommé meilleur sixième homme de la ligue en 2002. Mosley signe avec le Baloncesto León, en Espagne, en 2003 et y joue pendant une saison. Il passe une partie de la saison 2004-2005 avec Korihait (en) en Finlande et termine sa carrière de joueur avec les Seoul Samsung Thunders (en) en Corée du Sud.

## Carrière d'entraîneur
Mosley rejoint les Nuggets de Denver en NBA en tant qu'entraîneur chargé du développement des joueurs et recruteur en 2005. Il est promu au poste d'entraîneur adjoint en 2007. Mosley travaille comme entraîneur adjoint pour les Cavaliers de Cleveland de 2010 à 2014. Il rejoint les Mavericks de Dallas en tant qu'entraîneur adjoint en 2014. Mosley devient coordinateur défensif des Mavericks en 2018 et est responsable des stratégies défensives de l'équipe.
Le 11 juillet 2021, Mosley est nommé entraîneur du Magic d'Orlando. Lors de la saison 2023-2024, il permet à la franchise de retrouver les playoffs en réalisant une belle progression, mais est défait au premier tour par les Cavaliers de Cleveland. Au décours de la saison, le 12 mars, il signe une extension de contrat de 4 années supplémentaires.

## Statistiques
| Équipe  | Année     | Saison régulière | Saison régulière | Saison régulière | Saison régulière | Saison régulière        | Playoffs | Playoffs  | Playoffs | Playoffs | Playoffs                                                  |
| Équipe  | Année     | Matchs           | Victoires        | Défaites         | %                | Classement              | Matchs   | Victoires | Défaites | %        | Résultat                                                  |
| ------- | --------- | ---------------- | ---------------- | ---------------- | ---------------- | ----------------------- | -------- | --------- | -------- | -------- | --------------------------------------------------------- |
| Orlando | 2021-2022 | 82               | 22               | 60               | 26,8             | 5e en division Sud-Est  | -        | -         | -        | -        | Pas de playoffs                                           |
| Orlando | 2022-2023 | 82               | 34               | 48               | 41,5             | 4e en division Sud-Est  | -        | -         | -        | -        | Pas de playoffs                                           |
| Orlando | 2023-2024 | 82               | 47               | 35               | 57,3             | 1er en division Sud-Est | 7        | 3         | 4        | 21       | Défaite contre les Cavaliers de Cleveland au premier tour |
| Orlando | 2024-2025 | -                | -                | -                | -                | -                       | -        | -         | -        | -        | -                                                         |
| Total   | Total     | 246              | 103              | 143              | 41,9             |                         | 7        | 3         | 4        | 42,9     |                                                           |